# I.B.I
I.B.I (Hangul: 아이비아이) là một dự án đặc biệt của Hàn Quốc - nhóm nhạc nữ được thành lập bởi LOEN Entertainment vào năm 2016 gồm 5 thành viên: Chaekyung, Haein, Hyeri, Suhyun, Sohee. Tên I.B.I là cụm từ viết tắt của Il Ban In, có nghĩa là "người bình thường", nhưng sau này được đổi thành "I Believe It" thể hiện những tình cảm tha thiết và hy vọng của I.B.I dành cho người hâm mộ. Nhóm được đẩy mạnh bởi Loen Entertainment, trong khi các thành viên của I.B.I đều được công ty quản lý hưởng ứng. Nhóm chính thức ra mắt vào ngày 18/8/2016, với single đầu tay "MOLAE MOLAE (몰래 몰래)".

## Lịch sử hoạt động

### Trước khi ra mắt: Produce 101
Vào tháng 1 năm 2016, Mnet phát sóng tập đầu tiên của chương trình sống còn mới của mình, "Produce 101" , trong đó 101 thực tập sinh nữ đến từ các công ty giải trí Hàn Quốc khác nhau cạnh tranh để ra mắt trong một nhóm nhạc nữ 11 thành viên trong đó sẽ hoạt động trong một năm dưới YMC Entertainment . Chương trình kết thúc vào tháng tư, và I.O.I đã được hình thành. [1]
Nhóm bao gồm các thành viên Lee Hae-in (SS Entertainment), Kim So-hee (Music Works), Yoon Chae-kyung (DSP Media), Lee Su-hyun (SS Entertainment ) và Han Hye-ri (Star Empire Entertainment) xếp hạng 17, 15, 16, 13 và 12 tương ứng trong tập cuối cùng của Produce 101.Năm cô gái đã có được nhiều fan hâm mộ yêu thích trong Produce 101. Sau khiProduce 101 kết thúc, các fan của 5 cô gái tưởng tượng sự ra mắt của một nhóm nhạc nữ gồm 5 người họ. Có rất nhiều fan hâm mộ nghệ thuật của 5 cô gái đã chia sẻ các hình ảnh trực tuyến của nhóm nhạc thông qua các trang web khác nhau đã thu hút rất nhiều sự chú ý. Loen Entertainment cuối cùng quyết định đưa nhóm nhạc tưởng tượng của các fan hâm mộ trở thành một nhóm nhạc thực tế.[2]
Loen Entertainment đặt tên cho nhóm 'I.B.I' được lấy từ thuật ngữ Hàn Quốc "일반인" (phát âm là "Il-Ban-In") có nghĩa là "người bình thường".[3] Thuật ngữ này đã từng được sử dụng trong tập 2 của chương trình thực tế I.O.I ' s LAN cable friends, nơi các thành viên của nhóm nhỏ I.O.I chơi một loạt các trò chơi với đội I.B.I trong đó bao gồm một vài cựu thí sinh Produce 101 bao gồm các thành viên I.B.I trừ Yoon Chae-kyung. [4] Ý nghĩa của ban đầu I.B.I sau này được đổi thành "I Believe It" chứng minh những tình cảm tha thiết và hy vọng ra mắt I.B.I của cả người hâm mộ và các thành viên trở thành sự thật.
Loen Entertainment bắt đầu thúc đẩy I.B.I với một loạt các bức ảnh cá nhân trêu ghẹo và video YouTube của các thành viên I.B.I (cá nhân cũng như một nhóm) và hát bài hát yêu thích của họ. Một loạt webtoon mang tên 'Câu chuyện Debut của I.B.I' được vẽ bởi nghệ sĩ webtoon nổi tiếng Omyo, cũng được phát hành cùng thời điểm trong 5 phần miêu tả.

### 2016-nay: Ra mắtvới MOLAE MOLAE (몰래 몰래)
I.B.I phát hành single album MOLAE MOLAE (몰래 몰래) vào ngày 18 tháng 8 năm 2016. Cùng ngày, nhóm đã tổ chức showcase đầu tiên của họ và sân khấu debut trên M!Count down.[6][7]
Vào ngày 19 Tháng Tám năm 2016, I.B.I đã tổ chức sân khấu ra mắt của họ trên Music Bank.[8] Họ cũng đã tổ chức buổi hòa nhạc 'Run to You' vào cùng ngày tại Dongdaemun Design Plaza (DDP), biểu diễn ca khúc chủ đề 'MOLAE MOLAE' và các bài hát như 'When the Cherry Blossom Fade' và 'PICK ME'.

### 2017: Tan rã
Nhóm chính thức tan rã năm 2017.

## Thành viên
| Tên                | Tên    | Tên             | Ngày sinh        | Nơi sinh                | Công ty quản lý     |
| Latinh             | Hangul | Hán Việt        | Ngày sinh        | Nơi sinh                | Công ty quản lý     |
| ------------------ | ------ | --------------- | ---------------- | ----------------------- | ------------------- |
| Lee Hae-in[1]      | 이해인 | Lý Hải Nhân     | 4 tháng 7, 1994  | Changwon, Gyeongsangnam | Thực tập sinh tự do |
| Kim So-hee[2]      | 김소희 | Kim Tố Hy       | 20 tháng 1, 1995 | Busan                   | The Music Worlds    |
| Yoon Chae-kyung[3] | 윤채경 | Doãn Thái Quỳnh | 7 tháng 7, 1996  | Incheon                 | DSP Media           |
| Lee Soo-hyun[4]    | 이수현 | Lý Tú Hiền      | 5 tháng 9, 1996  | Ansan, Gyeonggi         | HYWY Entertainment  |
| Han Hye-ri[5]      | 한혜리 | Hàn Huệ Di      | 24 tháng 8, 1997 | Gwangmyeong, Gyeonggi   | Thực tập sinh tự do |

- 1Haein, cô và Lee Suhyun là cựu thực tập sinh Jellyfish Entertainment và SS Entertainment, cô cùng Lee Suhyun đã đệ đơn kiện chống lại công ty tháng 5 năm 2016 bởi vì từ ngữ không lành mạnh trong hợp đồng của họ .Cô là một trong 3 đại diện SS Entertainment tham gia Produce 101. Haein xuất hiện trên các video âm nhạc "Lost" của Legend, trước khi tham gia Produce 101 . Cô cũng là khách mời trong một chương trình "The God of Music 2" và xuất hiện đặc biệt trong MV "WHY" của C.I.V.A. Cô đã rời SS và làm thực tập sinh của HYWY Entertainment nhưng sau đó đã rời công ty này vì chứng rối loạn hoảng sợ.

Tháng 6 năm 2017, cô tham gia Idol School - một chương trình thực tế tìm kiếm thành viên nhóm nhạc nữ khác của Mnet nhưng không lọt vào đội hình debut cuối cùng (gồm 9 thành viên). Cô đạt thứ hạng 11 chung cuộc. 
- 2Sohee, cùng với thành viên cùng nhóm Chaekyung đã được tuyển chọn trong chương trình "The God of Music 2" của Mnet. Sau đó, cô đã ra mắt như một thành viên của CIVA một nhóm nhạc nữ dự án tạo ra từ chương trình. Nhóm phát hành một phiên bản làm lại của "Why Do You Call Me" của Diva vào tháng 7 năm 2016.

Tháng 4 năm 2017, cô tham gia chương trình truyền hình thực tế diễn xuất "Idol Drama Operation Team" của đài KBS. Trong đó, các thành viên tự viết kịch bản và tham gia diễn xuất trong bộ phim của họ - bộ drama có tên “Let’s Only Walk the Flower Road" (Hãy bước đi trên con đường hoa), bộ phim được công chiếu sau khi chương trình kết thúc. Cùng với đó họ cũng tham gia biểu diễn trên nhiều sân khấu âm nhạc với tư cách nhóm Girls Next Door - nhóm nhạc nữ tạo ra từ chương trình. 
- 3Chaekyung, trước khi tham gia Produce 101, Chaekyung là một thành viên của nhóm nhạc Puretty do DSP Media quản lý. Nhóm được ra mắt vào tháng năm 2012 và chủ yếu hoạt động tại Nhật Bản [13]. Nhóm hiện đã tan rã. Trong năm 2014, cô xuất hiện trên MBC Music show, Kara project, cạnh tranh với các thực tập sinh khác để giành quyền ra mắt với tư cách là thành viên mới của Kara nhưng không thành công.

Vào ngày 01 tháng 6 năm 2016, cô phát hành một bản song ca với Chaewon của April có tựa đề "Clock".Vào tháng Bảy, cô cùng với So-hee đã được chọn tham gia "The God of Music 2" và cũng đã ra mắt như một thành viên của C.i.v.a. 
Vào ngày 11, tháng 11, năm 2016 cô được bổ sung vào nhóm nhạc April.
- 4Suhyun từng là thực tập sinh của Jellyfish Entertaiment  cùng với Haein trước khi họ chuyển sang thực tập cho SS Entertaiment. Cô cũng là một trong 3 đại diện của SS tham gia Produce 101. Họ đệ đơn kiện chống lại công ty vì từ ngữ không lành mạnh trong hợp đồng của họ vào 25 tháng 5 năm 2016. Suhyun như Haein cũng được thực hiện một vai khách mời trong "The God of Music 2" và xuất hiện đặc biệt trong MV "WHY" của CIVA. Cô đã rời SS và hiện cô là thực tập sinh của HYWY Entertainment.
- 5Hyeri, vào ngày 5 tháng 6 năm 2016, Hyeri cùng các thành viên cùng công ty Kim Yun-ji và Kang Si-hyun đã tổ chức một sự kiện ở Hongdae. Kể từ Produce 101 kết thúc, cô nhận được nhiều lời mời từ các phim thương mại (CF) và một show truyền hình di động "Idol Intern King" cùng với 5 cô gái từ 5 nhóm nhạc nữ khác nhau phải trải qua những thử thách của cuộc sống thực tập. Cô cũng xuất hiện một vai khách mời trong "The God of Music 2", nơi tất cả các thành viên I.B.I khác cũng là một phần của chương trình.

Ngày 25 tháng 7 năm 2017, Hyeri kết thúc hợp đồng và chính thức rời Star Empire Entertainment. 

## Đĩa nhạc
| MV                        | Năm  | vị trí xếp hạng cao nhất | Sales (DL)          | album                   |
| MV                        | Năm  | KOR                      | Sales (DL)          | album                   |
| ------------------------- | ---- | ------------------------ | ------------------- | ----------------------- |
| "MOLAE MOLAE (몰래 몰래)" | 2016 | 51                       | - KOR: 35,794+ [18] | MOLAE MOLAE (몰래 몰래) |

## Video

### Video âm nhạc
| Năm  | MV                        | Thời gian | Ghi chú                                  |
| ---- | ------------------------- | --------- | ---------------------------------------- |
| 2016 | "MOLAE MOLAE (몰래 몰래)" | 04:05     | Nhà sản xuất: KID, Composer: ZigZag Note |

### Xuất hiện video âm nhạc
| Năm  | MV                                      | Nghệ sĩ                             | Các thành viên                                       |
| ---- | --------------------------------------- | ----------------------------------- | ---------------------------------------------------- |
| 2012 | "チ ェ キ ☆ ラ ブ (Cheki ☆ Love)"       | Puretty                             | Yoon Chae-kyung                                      |
| 2013 | "シ ュ ワ シ ュ ワ CON (Shwa Shwa CON)" | Puretty                             | Yoon Chae-kyung                                      |
| 2015 | "Lost"                                  | The Legend                          | Lee Hae-in                                           |
| 2016 | "Pick Me"                               | Produce 101                         | Tất cả các thành viên                                |
| 2016 | ''Clock"                                | Yoon Chae-kyung và April's Chaewon  | Yoon Chae-kyung                                      |
| 2016 | "WHY''                                  | CIVA                                | Lee Hae-in, Kim So-hee, Yoon Chae-kyung, Lee Su-hyun |
| 2016 | "Coincidence"                           | Kim So-hee và MYTEEN's Song Yoo-bin | Kim So-hee                                           |
| 2016 | "Just I Like You"                       | 길구봉구 (GB9)                      | Kim So-hee                                           |
| 2016 | "I Want You Bad"                        | Lee Hae-in và Baek Seung Heon       | Lee Hae-in                                           |
| 2017 | " April Story "                         | April                               | Yoon Chae-kyung                                      |
| 2017 | "Love Song"                             | Eun Ji-won, Lee Su-hyun, Kim Eun-be | Lee Su-hyun                                          |
| 2017 | "Lovesick"                              | April                               | Yoon Chae-kyung                                      |
| 2017 | "MAYDAY"                                | April                               | Yoon Chae-kyung                                      |
| 2017 | "Acacia"                                | Red Queen                           | Han Hye-ri                                           |
| 2017 | "Super Girl Magic"                      | Red Queen                           | Han Hye-ri                                           |
| 2017 | "Deep Blue Eyes"                        | Girls Next Door                     | Kim So-hee                                           |
| 2017 | "Cause You're Pretty"                   | Idol School                         | Lee Hae-in                                           |
| 2017 | "Take My Hand"                          | April                               | Yoon Chae-kyung                                      |